# یواس‌اس فلگلر (ای‌کی-۱۸۱)
یواس‌اس فلگلر (ای‌کی-۱۸۱) (به انگلیسی: USS Flagler (AK-181)) یک کشتی بود که طول آن 388' 8" بود. این کشتی در سال ۱۹۴۵ ساخته شد.